# Чарлстаун (Індіана)
Чарлстаун (англ. Charlestown) — місто (англ. city) в США, в окрузі Кларк штату Індіана. Населення — 7775 осіб (2020).

## Географія
Чарлстаун розташований за координатами 38°25′42″ пн. ш. 85°40′19″ зх. д. / 38.42833° пн. ш. 85.67194° зх. д. (38.428315, -85.671991).  За даними Бюро перепису населення США в 2010 році місто мало площу 29,75 км², з яких 29,65 км² — суходіл та 0,10 км² — водойми.

## Демографія
Згідно з переписом 2010 року, у місті мешкало 7585 осіб у 2884 домогосподарствах у складі 2034 родин. Густота населення становила 255 осіб/км².  Було 3169 помешкань (107/км²).
Расовий склад населення:
| - 89,9 % — білих - 2,1 % — чорних або афроамериканців - 0,3 % — корінних американців - 0,3 % — азіатів - 5,3 % — осіб інших рас |

До двох чи більше рас належало 2,1 %. Частка іспаномовних становила 8,3 % від усіх жителів.
За віковим діапазоном населення розподілялося таким чином: 28,4 % — особи молодші 18 років, 60,4 % — особи у віці 18—64 років, 11,2 % — особи у віці 65 років та старші. Медіана віку мешканця становила 35,2 року. На 100 осіб жіночої статі у місті припадало 90,5 чоловіків;  на 100 жінок у віці від 18 років та старших — 86,0 чоловіків також старших 18 років.
Середній дохід на одне домашнє господарство  становив 53 164 долари США (медіана — 43 684), а середній дохід на одну сім'ю — 62 111 долар (медіана — 51 451). Медіана доходів становила 42 922 долари для чоловіків та 35 592 долари для жінок. За межею бідності перебувало 15,9 % осіб, у тому числі 21,4 % дітей у віці до 18 років та 10,6 % осіб у віці 65 років та старших.
Цивільне працевлаштоване населення становило 3381 осіб. Основні галузі зайнятості: виробництво — 23,0 %, освіта, охорона здоров'я та соціальна допомога — 20,9 %, роздрібна торгівля — 12,8 %, науковці, спеціалісти, менеджери — 8,9 %.